# Ķekava
Ķekava è un comune della Lettonia di 20.945 abitanti (dati 2009).

## Località
Il comune è stato istituito nel 2009 ed è formato dalle seguenti località:
- Baloži
- Daugmale
- Ķekava